# Gbedu

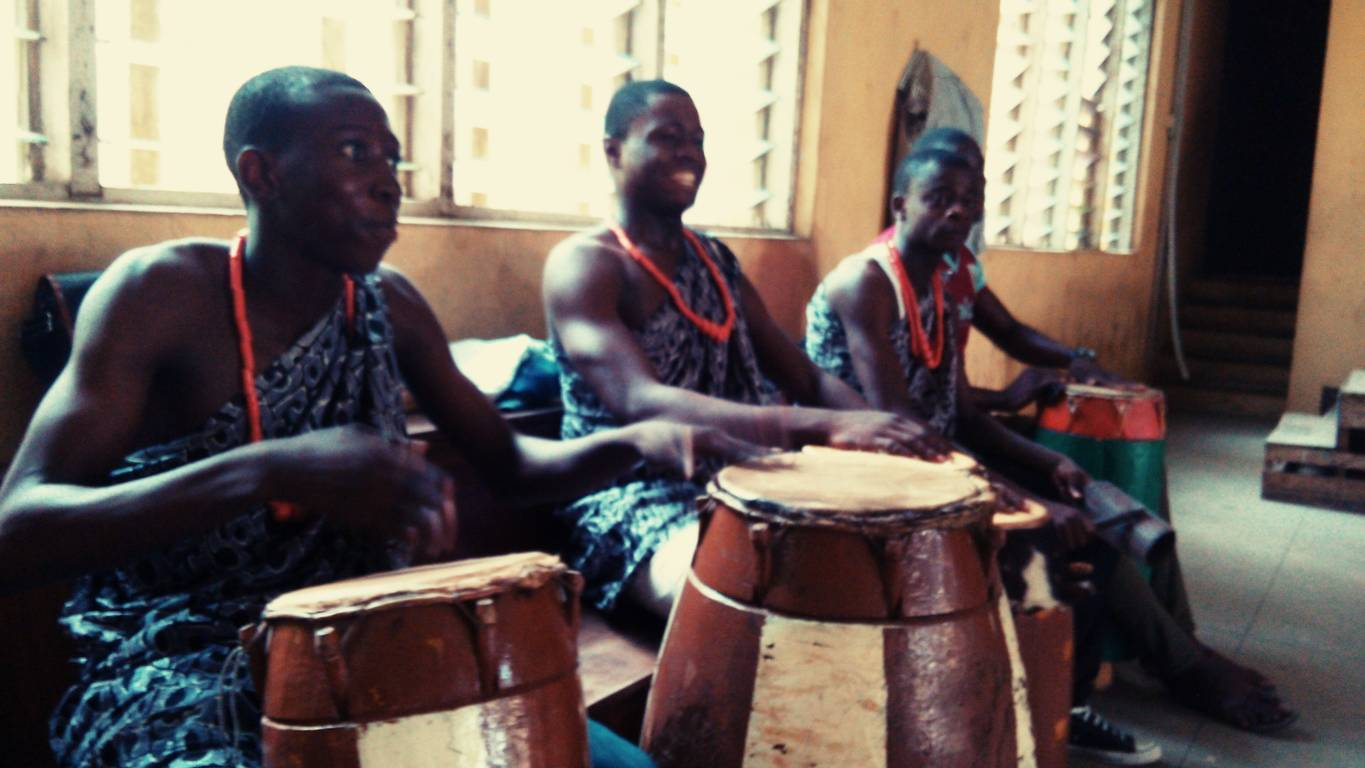
Joueurs traditionnels de gbedu en 2016 au Nigeria.

Gbedu, qui signifie littéralement « grand tambour » est un instrument de percussion traditionnellement utilisé dans la musique cérémoniale yoruba au Nigeria et au Bénin. Plus récemment, le mot a été utilisé pour décrire des formes de musique afrobeat et hip-hop nigériane.

## Tradition
Le tambour gbedu est traditionnellement utilisé lors d'occasions officielles ou pendant les cérémonies de l'Ogboni (en), l'ancienne société secrète yoruba. L'ogido/gbedu est l'une des quatre grandes familles de tambours yoruba ; les autres familles sont le dundun/gangan ou tambour parlant, le tambour batá et le sakara (en). Chaque famille comprend des tambours de différentes tailles, le tambour mère (iya ilu) jouant le rôle principal et les autres tambours jouant en soutien. Les tambours de soutien gbedu sont chacun joués par un batteur utilisant à la fois sa paume ouverte et un bâton.
On dit que le tambour gbedu a été apporté dans la région de Lagos au XVIIe siècle par des diplomates edos, symbolisant l'hégémonie du royaume du Bénin. Chez les Yoruba, le tambour gbedu est synonyme de royauté. Le plus grand des tambours yoruba, il n'était joué qu'au service du roi. Lors de cérémonies telles que le rite d'Isagun, l'oba pouvait danser au son du tambour. Si quelqu'un d'autre utilisait le tambour, il était arrêté pour sédition.
Dans les premiers temps, on considérait que le grand tambour sculpté avait un esprit protecteur, celui de l'esclave qui était sacrifié lorsqu'il était fabriqué. Le tambour est couvert de sculptures représentant des animaux, des oiseaux et le phallus. Lorsque des sacrifices étaient effectués lors de cérémonies où le tambour était utilisé, une partie du sang était aspergée sur les sculptures, ainsi que du vin de palme, des jaunes d'œufs et des plumes de poulets sacrifiés. La face sculptée de l'iya ilu pouvait inclure une image d'Olokun, déesse de la mer, considérée comme le « visage du culte ».
On raconte que durant les derniers jours de l'empire d'Oyo, lorsque les Foulanis avaient capturé Ilorin et étaient devenus maîtres d'Oyo, Sita, roi d'Ilorin, demanda au roi d'Oyo, Oluewu (en), de lui rendre visite et de lui rendre hommage. Oluewu faisait battre le tambour Gbedu devant lui pendant son voyage. Lorsque Sita s'est enquis du tambour et qu'on lui a répondu qu'il n'était joué qu'en présence d'un roi, il s'est mis en colère, disant qu'il ne pouvait y avoir qu'un seul roi, lui-même, et a ordonné que le tambour Gbedu soit emporté.
Un vieux proverbe yoruba dit que « si le bouc ne meurt pas, personne ne peut fabriquer un tambour gbedu avec sa peau ». L'implication est qu'une personne sera capable de veiller à ses propres intérêts de son vivant. Un autre proverbe dit « la peau d'un porc ne peut servir à fabriquer un tambour gbedu », ce qui signifie que tous les matériaux ne peuvent servir à tous les usages. « Aucun voleur ne dérobe un tambour gbedu » est un avertissement pour ne pas tenter l'impossible.

## Utilisation moderne
Dans le Nigeria moderne, le gbedu et ses proches continuent d'être utilisés, mais le mot a pris de nouvelles significations. L'artiste Fela Kuti a inclus le tambour traditionnel gbedu dans son ensemble, avec un percussionniste martelant un rythme tonitruant à partir d'un tambour de huit pieds couché sur le côté. Les ensembles afrobeat incluent souvent l'Akuba, un ensemble de trois petits congas yoruba joués avec des bâtons et apparentés au gbedu. Le musicien afrobeat Kola Ogunkoya (en) utilise le terme « afro gbedu » pour décrire son style de musique, qui comprend du jazz, du highlife, du jùjú, du funk et de la musique traditionnelle yoruba. Dele Sosimi, qui a joué avec Fela Kuti dans les années 1980, a ensuite formé un groupe afrobeat appelé Gbedu Resurrection. Le mot « gbedu » a été utilisé plus récemment pour décrire la musique hip-hop nigériane.